# More Tomorrow (Belize)
More Tomorrow ist ein Dorf am Belize River im Cayo District von Belize. Ursprünglich befand sich dort ein Handelsposten am Belize River für Reisende auf dem Weg von Guatemala nach Belize City und in die Karibik. 2010 hatte der Ort 154 Einwohner in 28 Haushalten.

## Geographie
More Tomorrow liegt heute etwa 7 km nördlich des George Price Highway und bis nach Belmopan im Südosten, der Hauptstadt von Belize, sind es 20 Fahrminuten.
Der Ort liegt am Südufer des Belize River, der hier von der Hauptstadt her kommt. Die Straße endet im Ort und nördlich des Flusses liegt ein intensiv landwirtschaftlich genutztes Gebiet mit den Orten Panama und Meditation. Im Süden sind die nächstgelegenen Orte Cotton Tree Bank (SW) und Beaver Dam.

## Geschichte
1966 wurde in More Tomorrow das erste Mal ein Village Council einberufen.

### Wasserprojekt
2014 wurde für das Dorf ein Wasserturm errichtet, der den Ort mit keimfreiem Wasser versorgt Der Turm fasst 19.000 l (5000 usgal) und wurde mit $30.000 bewertet. Er entstand im Zuge eines Projekts, welches von Gaither Evangelistic Ministries in Zusammenarbeit mit der Studentenorganisation Arkansas Engineers Abroad der University of Arkansas durchgeführt wurde. Der Wasserturm hat Rohrleitungen zur nahegelegenen Kirche und der Grundschule. Die Überwachung der Wasserqualität wird von der Gemeinde geleistet und basiert auf dem Einsatz von Chlortabletten und weiteren Säuberungsmethoden.
Seit 2018 gibt es im Ort einen Family Theme Park, „Belmopan Beach Adventure Park“. Es werden Reitausflüge und Planwagenfahrten, Kayaktouren und Schlauchfahrten, (Tubing), Schießübungen angeboten und es gibt einen Jungle-Irrgarten und den Naturstrand „Secret Beach“ am Belize River.